# PriFilmFest 2009
Das 1. Prishtina International Film Festival (kurz: PriFilmFest) fand vom 22. September bis zum 30. September 2009 statt.
Das PriFilmFest wurde am 22. September von Vanessa Redgrave und dem Film Lindje-Perëndim-Lindje eröffnet.

## Wettbewerb
Am 20. September 2009 wurden die Wettbewerbsfilme bekanntgegeben.
Im offiziellen Wettbewerb wurden folgende Filme gezeigt:
| Filmtitel               | Regisseur              | Produktionsland         |
| ----------------------- | ---------------------- | ----------------------- |
| Lindje-Perëndim-Lindje  | Gjergj Xhuvani         | Albanien, Italien       |
| The living and the dead | Kristijan Milic        | Kroatien                |
| I am from Titov Veles   | Teona Strugar Mitevska | Mazedonien              |
| Correction              | Thanos Anastopoulos    | Griechenland            |
| Opium War               | Siddiq Barmak          | Afghanistan             |
| Storm                   | Hans Christian Schmidt | Deutschland             |
| Time of the Comet       | Fatmir Koçit           | Albanien, Deutschland   |
| Hush your mouth         | Tom Tyrwhitt           | Großbritannien          |
| Snow                    | Aida Begic             | Bosnien und Herzegowina |
| Look at me              | Marija Perovic         | Montenegro              |

### Außer Konkurrenz
Außer Konkurrenz sind innerhalb des Wettbewerbprogramms folgende Kategorien und Filme zu sehen:

#### The Winners
In dieser Kategorie wurden 5 Filme gezeigt, welche in ausgewählten anderen Filmpreisen gewonnen haben.
- Das weiße Band, Festival de Cannes 2009
- Eine Perle Ewigkeit, Berlinale 2009
- Üç maymun, Festival de Cannes 2008
- Man on Wire Oscar
- Katyń, European Film Award

#### PreWar Cinema und PostWar Cinema
In dieser Kategorie wurden kosovarische Filme gezeigt, welche vor und nach dem Kosovokrieg gedreht wurden.

## Internationale Jury
Jurypräsident des PriFilmFest 2009 war der kosovarische Regisseur Isa Qosja. Weitere Jurymitglieder waren Mira Staleva (Bulgarien), Marcel Maiga (Deutschland), Saimir Kumbaro (Albanien), David Gothard (Großbritannien).

## Preisträger
- Hyjnesha e artë für den besten Film: Snow
- Jurypreis: Lindje-Perëndim-Lindje
- Hyjnesha e artë für die beste Regie: Siddiq Barmak mit Opium war
- Hyjnesha e artë für den besten Hauptdarsteller: Alle Hauptdarsteller des Films The living and the dead
- Hyjnesha e artë für die beste Hauptdarstellerin: Labina Mitevska mit I am from Titov Veles
- Spezialpreis der Jury für den besten Film: I am from Titov Veles
- Publikumspreis: Time of the comet